# Chanac
Chanac är en kommun i departementet Lozère i regionen Occitanien i södra Frankrike. Kommunen ligger i kantonen Chanac som tillhör arrondissementet Mende. År 2022 hade Chanac 1 421 invånare.

## Befolkningsutveckling
Antalet invånare i kommunen Chanac
| Referens: INSEE |